# سرجو بورلی
سرجو بورلی (ایتالیایی: Sergio Borelli؛ زادهٔ ۴ مهٔ ۱۹۲۳) روزنامه‌نگار اهل ایتالیا است.
از فیلم‌ها یا مجموعه‌های تلویزیونی که وی در پدید آمدنِ آنها نقش داشته‌است، می‌توان به عملیات سیب‌زمینی اشاره کرد.